# Anna Barbara Gignoux
Anna Barbara Gignoux, geboren als Anna Barbara Koppmair (auch: Koppmairin) (* 16. September 1725 in Augsburg; † 11. September 1796 ebenda), bezeichnet als Handelsfrau und Sizfabrikantin, war die bedeutendste Kattunfabrikantin Augsburgs im 18. Jahrhundert.

## Leben
Anna Barbara Koppmairin, die älteste Tochter des Augsburger Goldschlagers Andreas Koppmair und seiner Ehefrau Maria Barbara Gizalin, heiratete 1748 Johann Friedrich Gignoux (1724–1760), den jüngeren der beiden Söhne von Jean François Gignoux (1691–1761), einem 1719 aus Genf zugewanderten Formschneider.
In Augsburg etablierte sich im letzten Jahrzehnt des 17. Jahrhunderts der Kattundruck. Es war ihrem Schwiegervater gelungen, eine der auf insgesamt 16 kontingentierten Kattundruckergerechtigkeiten zu erwerben. Um möglichst effektiv arbeiten zu können, durchbrach Jean François Gignoux 1729 mit der Anstellung eines eigenen Färbermeisters in seiner Druckerei die Zunftschranken und löste damit eine langwierige Auseinandersetzung mit der Färberzunft aus. 1731 wurde ihm schließlich offiziell die Beschäftigung eines Färbermeisters erlaubt. Mit der Erweiterung des Betriebs um eine eigene Färberei und Bleicherei entstand die erste Kattunmanufaktur Augsburgs. Hatten die Augsburger Kaufleute und Kramer den Kattundruckern bis dahin das Recht abgesprochen, ihre Kattune selbst zu vertreiben, führte ein im Jahr 1737 geschlossener Vertrag dazu, dass man ihnen nun zugestand, mit ihren Waren selbst zu handeln und die Messen zu beschicken. Mit der gleichzeitigen Zuerkennung der Wechselfähigkeit wurden die Kattundrucker de facto den stubenmäßigen Kaufleuten gleichgestellt. Dieser Vergleichsvertrag "darf als die erste gesetzliche Sanktion der kapitalistischen Fabrikunternehmung in Augsburg angesehen werden" (Dirr, S. 34). Die neue Unternehmerschicht und die entstehende Manufakturarbeiterschaft modifizierten langfristig das ständische Gefüge der Reichsstadt. Die Bedeutung der Unternehmerfamilie Gignoux für diese wirtschaftlichen Wandlungsprozesse, aber auch die soziale Verantwortung, der sie sich in den Auseinandersetzungen zwischen den Kattundruckern und der Weberschaft stellte, wird in den archivalischen Quellen deutlich greifbar.
Jean François Gignoux und seine beiden Söhne Anton Christoph (1721–1795) und Johann Friedrich Gignoux teilten sich – anfänglich gegen den Widerstand ihrer Konkurrenten – eine Druckergerechtigkeit, produzierten aber in je eigenen Werkstätten. Anna Barbara Gignoux arbeitete während ihrer zwölfjährigen Ehe mit Johann Friedrich in großem Umfang in der Manufaktur mit und wurde selbst in so bedeutende Firmengeheimnisse wie das Ansetzen der Farben eingeweiht. Ihre so gewonnenen umfassenden Kenntnisse ermöglichten es ihr dann auch, nach dem frühen Tod ihres Mannes im Mai 1760 die Manufaktur eigenverantwortlich weiterzuführen.

Allerdings ging sie bereits im November 1760 eine neue Ehe ein – ein Schritt, den sie schon kurze Zeit später mehr als bereute: Hatte der aus Ludwigsburg stammende Kaufmann Georg Christoph Gleich, ihr zweiter Ehemann, sie bereits vor der Heirat in Bezug auf seine Vermögensverhältnisse getäuscht, versuchte er unmittelbar danach, ihr die Manufakturleitung zu entziehen. Unterstützt von seinen beiden Geschäftspartnern, dem Handelsherrn und Bankier Johann Conrad Schwarz und Carl Heinrich Bayersdorf, gelang es Gleich 1762, die Scheidungsklage seiner Frau zu hintertreiben und sie zur Unterzeichnung eines 'gütlichen' Vergleichs zu zwingen. Zwar hatte Anna Barbara eindeutig das Recht auf ihrer Seite – ihr verstorbener Mann hatte sie in völliger Übereinstimmung mit dem Augsburger Recht bis zur Volljährigkeit des gemeinsamen Sohnes zur alleinigen Leiterin der Manufaktur bestimmt –, aber eine patriarchalische Denkweise, vor allem jedoch die familiäre Vernetzung ihrer Gegner mit einigen für die Entscheidungsfindung wichtigen Augsburger Amtsträgern verhalf Gleich zur Durchsetzung seiner Interessen.
Da Georg Christoph Gleich jegliche Erfahrung im Kattundruck fehlte, benötigte er zur Fortführung der Manufaktur gleichwohl die Fachkenntnisse seiner Frau. Neben der Kattunmanufaktur betrieb Gleich mit verschiedenen Partnern mehrere nicht sehr erfolgreiche Parallelfirmen. 1764/65 ließ er – gegen den entschiedenen Willen Anna Barbaras – durch den Baumeister Leonhard Christian Mayer ein großes Manufakturgebäude im Augsburger Lechviertel errichten. Als er schließlich die Kredite nicht mehr bedienen konnte – allein dem Bankier und Kaufmann Benedikt Adam von Liebert schuldete er 200.000 Gulden –, floh er im Herbst 1770 vor den Folgen seines Bankrottes aus der Stadt und ließ seine Frau mit den beiden Kindern aus der ersten Ehe und der gemeinsamen Tochter zurück.
Anna Barbara Gleich gelang es, sich mit den Gläubigern zu vergleichen und die Manufaktur, die sie im Namen ihrer Kinder weiterführen durfte, zu einer der erfolgreichsten Kattunmanufakturen Augsburgs auszubauen. Auch die durch den Konkurs verlorenen Liegenschaften konnte sie zurückerwerben – nicht zuletzt auch das heute so genannte Gignoux-Haus, in dem die Manufaktur untergebracht war und dessen Erhalt als Industriedenkmal ersten Ranges unverzichtbar ist.
1779 erreichte Anna Barbara, die längst wieder den Namen Gignoux führte, die Scheidung von Gleich, der sich nach seiner Flucht lange Jahre in Großenhain bei Dresden aufhielt. Nachdem der vom Vater als Erbe eingesetzte Sohn Johann Friedrich 1777 mit nur 22 Jahren verstorben war, führte Anna Barbara die Manufaktur bis zu ihrem Tod am 11. September 1796 weiter. In der Folgezeit stellte ihre Tochter aus erster Ehe, Felicitas Barbara (1751–1814; verwitwete Koch, verehelichte Emmerich), ihre Leistungsfähigkeit unter Beweis und betrieb die elterliche Kattunmanufaktur allen zeitgegebenen wirtschaftlichen Schwierigkeiten zum Trotz nahezu ein Jahrzehnt lang mit großem Erfolg. 1805 verpachtete sie das Unternehmen schließlich an Johann Heinrich Schüle den Jüngeren; 1815 wurde das Anwesen verkauft.

## Eine Mäzenin?
War Anna Barbara Gignoux „eine Gönnerin des Malers Joh. Esaias Nilson, des Schriftstellers Christian D. Schubart und der Mozart“, wie dies die heute am Gignouxhaus angebrachte Gedenktafel bekundet? Neben Christian Friedrich Daniel Schubart und Wolfgang Amadeus Mozart soll selbst Johann Wolfgang von Goethe zu ihren Freunden gezählt haben; jüngst wurde ihr sogar noch Giacomo Casanova an die Seite gestellt, der sich im Sommer 1761 – und damit in der ersten Phase der heftigen innerehelichen Auseinandersetzung um die Leitung der Manufaktur – in Augsburg aufgehalten hatte. Wenngleich durchaus nachvollziehbar ist, dass sich die Verknüpfung dieser bedeutenden Namen mit dem der Gignoux in der Erinnerungskultur der Stadt festgesetzt hat, lässt sich eine solche 'Gönnerschaft' wissenschaftlich ebenso wenig belegen, wie reale Freundschaften oder engere Verbindungen mit den genannten Personen. Dies muss nicht zwangsläufig heißen, dass sie mit all diesen keinerlei Kontakte hatte – ihr Schwager Anton Christoph Gignoux etwa pflegte als Leiter des collegium musicum Umgang mit Leopold Mozart, so dass auch Anna Barbara diesen gekannt haben könnte. Kann man aber daraus mit Fug und Recht auf eine Mäzenatenrolle schließen oder gar auf eine Freundschaft mit dem um so viele Jahre jüngeren Wolfgang Amadeus Mozart, der sich zudem nur dreimal kurz in Augsburg aufhielt? Insbesondere die Darstellung eines engen Verhältnisses zu Schubart, das aus einem diesem fälschlich zugeschriebenen Huldigungsgedicht auf Anna Barbara Gignoux abgeleitet wird, hält einer historisch-kritischen Analyse nicht Stand. Ob sie ihn dennoch kannte und womöglich in ihrem Haus empfing, wissen wir schlichtweg nicht.
Die Lebensleistung Anna Barbara Gignoux' wird man angemessener mit der Zurkenntnisnahme ihrer bedeutenden Rolle als Kattunfabrikantin würdigen als mit einer quellenmäßig nicht belegbaren Einordnung als Mäzenin. Ihre Selbstdarstellung jedenfalls zielte deutlich auf ihre wirtschaftliche Tatkraft. Selbstbewusst betonte sie ihr handwerkliches Können und stellte sich entschieden gegen den Wahn als ob die Frauens=Personen nicht im Stand wären, einer Cotton=Fabrique vorzustehen.

Paul von Stetten d. J., der große Augsburg-Historiograph und Zeitgenosse Anna Barbaras, hielt in seiner Kunst-, Gewerb- und Handwerksgeschichte fest, dass die Friedrich Gignouxische Fabrik, welche durch ein Frauenzimmer, Frau Anna Barbara Gleich, Wittwe des sel. Friedrich Gignoux, mit vieler Ehre fortgeführet wird, der berühmten Schüle'schen Manufaktur sehr wenig oder nichts nachstand (Stetten, S. 257).